# Friedrich Schumacher
Friedrich Schumacher – as lotnictwa niemieckiego Luftstreitkräfte z 5 potwierdzonymi zwycięstwami w I wojnie światowej. 
Bardzo mało jest wiadomo o życiorysie Schumachera. Wiadomo, że do eskadry myśliwskiej Jagdstaffel 10 został przydzielony w marcu 1918 roku. W jednostce w krótkim czasie odniósł 5 zwycięstw powietrznych. Pierwsze 23 czerwca nad francuskim samolotem Spad w okolicach Fossoy. W ciągu kilku następnych dni zestrzelił 3 balony obserwacyjne oraz odniósł kolejne zwycięstwo nad samolotem Spad. 24 lipca został ranny i nie powrócił do dalszej służby.
Powojenne losy Schumachera nie są znane.

## Odznaczenia
- Krzyż Żelazny I Klasy
- Krzyż Żelazny II Klasy